# Otiothops facis
Espèce
Otiothops facis est une espèce d'araignées aranéomorphes de la famille des Palpimanidae.

## Distribution
Cette espèce est endémique du Pará au Brésil,. Elle se rencontre vers le rio Gurupi.

## Description
Le mâle holotype mesure 5,26 mm.

## Publication originale
- Platnick, 1975 : A revision of the palpimanid spiders of the new subfamily Otiothopinae (Araneae, Palpimanidae). American Museum Novitates, no 2562, p. 1-32 (texte intégral).